# Баянгол (Баргузинський район)
Баянгол (рос. Баянгол, бур. Баян гол) — улус Баргузинського району, Бурятії Росії. Входить до складу Сільського поселення Баргузинське.
Населення — 1351 особа (2015 рік).

## Назва
Назва улусу походить від бурятського Баян гол — «багата долина».